# Omar Ibn al-Farid
Omar Ibn al-Farid, właśc. Umar Ibn al-Farid (ur. w 1181 w Kairze, zm. w 1235 r. tamże) – najwybitniejszy arabski poeta mistyczny, autor poematów, m.in. słynnego At-Tai'jja al-kubra ("Wielki poemat na t"), zawierającego 760 wierszy zrymowanych na literę t, jednego z najoryginalniejszych w literaturze arabskiej zbioru poezji.
Mieszkał w Egipcie. Zanim poświęcił się życiu mistycznemu, studiował prawo muzułmańskie szkoły szafi’ickiej. Jedynym dziełem Ibn al-Farida jest Diwan (zbiór wierszy) o charakterze wyłącznie sufickim. Jego najsłynniejszym utworem jest At-Tai'jja al-kubra ("Wielki poemat rymujący się na literę ta"), zwany także Nazm as-suluk ("Wiersz drogi"). Drugim ważnym poematem jest 'Chamrija ("Poemat winny"). Polskie przekłady fragmentów jego wierszy znajdują się w antologii Jak modlą się muzułmanie, oprac. Marek M. Dziekan, ISBN 83-85762-90-6, Warszawa 1997.